# Abera Alemu
Abera Alemu (* 13. Januar 2006) ist ein äthiopischer Leichtathlet, der sich auf den Stabhochsprung spezialisiert hat.

## Sportliche Laufbahn
Erste internationale Erfahrungen sammelte Abera Alemu im Jahr 2024, als er bei den Afrikaspielen in Accra mit übersprungenen 4,00 m die Bronzemedaille hinter dem Algerier Medhi Amar Rouana und Boubacar Diallo aus Mali gewann. Im Juni brachte er bei den Afrikameisterschaften in Douala keine Höhe zustande und belegte mit der äthiopischen 4-mal-400-Meter-Staffel in 3:16,32 min den siebten Platz.
2022 wurde Alemu äthiopischer Meister im Stabhochsprung.